# Ricardo Tacuchian
Ricardo Tacuchian (Rio de Janeiro, 18 de novembro de 1939) é um maestro e compositor brasileiro, Doutor em Música pela University of Southern California. Suas composições são executadas na Europa e na América Latina e sua discografia está disponível em CD e LP. Além de publicações de artigos e contribuições acadêmicas, Tacuchian também ministra palestras no Brasil e no exterior.

## Biografia
É descendente de uma família da Armênia. 
Iniciou os estudos musicais com Nelly Adelino dos Santos. Aos 12 anos ingressou na Escola Nacional de Música. Estudou com Florêncio de Almeida Lima, José Siqueira e Francisco Mignone. Foi orientado em composição também por Cláudio Santoro e em regência por Hilmar Schatz e Hans Swarowsky. Diplomou-se em piano em 1963 e em composição e regência em 1965. 
Tacuchian é membro da Sociedade Brasileira de Música Contemporânea, da Federação Fluminense de Bandas de Música Civis, da Sociedade Brasileira de Musicologia e da Associação Nacional de Pesquisa e Pós-graduação em Música.